# 劉俊緯 (棒球運動員)
劉俊緯（2004年9月17日—），為一名台灣棒球選手，目前效力於中華職棒味全龍，守備位置為游擊手。其於2023年選秀會中被味全龍以第1指名選中，簽約金520萬元，外加80萬激勵獎金。

## 經歷
- 東園國小少棒隊
- 長安國中青少棒隊
- 穀保家商青棒隊
- 中華職棒味全龍

## 職棒生涯
2024年4月3日對戰樂天桃猿的比賽中，劉俊緯先發擔任九棒游擊手，並於二局上生涯首打席對投手霸威斯擊出生涯首安。同年6月2日對戰中信兄弟的比賽中，劉俊緯於八局下對戰呂彥青，擊出生涯首支全壘打。
2024年U-23世界盃棒球賽，劉俊緯入選中華隊。2024年底，味全龍宣布與澳職墨爾本王牌進行球員交流合作，安排劉俊緯、王順和兩名球員加入比賽。

## 職棒生涯紀錄
| 年度 | 球隊   | 出賽 | 打數 | 安打 | 全壘打 | 打點 | 盜壘 | 四死 | 三振 | 壘打數 | 雙殺打 | 打擊率 | 上壘率 | 長打率 | OPS   |
| ---- | ------ | ---- | ---- | ---- | ------ | ---- | ---- | ---- | ---- | ------ | ------ | ------ | ------ | ------ | ----- |
| 2024 | 味全龍 | 49   | 157  | 33   | 1      | 9    | 7    | 10   | 41   | 43     | 2      | 0.210  | 0.257  | 0.274  | 0.531 |
| 合計 | 1年    | 49   | 157  | 33   | 1      | 9    | 7    | 10   | 41   | 43     | 2      | 0.210  | 0.257  | 0.274  | 0.531 |

## 外部連結
- 劉俊緯在台灣棒球維基館上的頁面（繁體中文）
- 劉俊緯在中華職棒官網
- 劉俊緯在Baseball-Reference.com（小聯盟以及海外聯盟）（英语）